# 天主教上克鲁斯教区
天主教上克魯斯教區（拉丁語：Dioecesis Crucis Altae），是巴西一個天主教教區，位於東南部南大河州中北部，包括三十四個市。屬聖瑪麗亞總教區。
教區成立於1971年5月27日，2006年有教友291,000人，佔總人口72.9%。有卅一個堂區、司鐸四十七人。現任教區主教為弗雷德里科·海姆勒。